# Токугава Ијешиге
Токугава Ијешиге (1712-61) био је девети шогун из династије Токугава.

## Владавина
И девети и десети шогуни су имали физичке проблеме и били су недовољно енергични администратори. Комбинација слабих шогуна и саветника који су били лични фаворити створила је услове које су савременици критиковали да воде до корупције у влади.

### Најважнији догађаји
- 1745. Аоки Конјо издаје холандско-јапански речник.
- 1748. Канен ера почиње 12. јула; прва изведба луткарске представе Чушингура у једанаест чинова (Ризница оданих вазала) приказује класични чин самурајске освете, освету четрдесет седам ронина из 1702. године.
- 1751. Хореки ера почиње 27. октобра.
- 1760. Ијешиге подноси оставку и његов син Токугава Ијехару постаје десети Токугава шогун.